# Vännäsmasten

Vännäsmasten är en 323 meter hög radio- och TV-mast belägen på Granlundsberget nära byn Rödtjärn, Vännäs kommun i Västerbotten. Masten drivs och underhålls av statliga Teracom.
Masten återfinns på koordinaterna 63°50′25″N 19°49′21.5″Ö / 63.84028°N 19.822639°Ö.
Masten används som hjälp när flygplan landar på de två militära landningsbanorna utanför Umeå.